# John White (squash)
Pour les articles homonymes, voir John White et White.
John White, né le 15 juin 1973 à Mont Isa, est un joueur écossais de squash bien que né en Australie. Il est en mars 2004 au premier rang mondial.
Pendant longtemps, John White a détenu le record du monde pour la plus grande accélération d'une balle de squash: au tournoi PSA Canary Wharf Squash Classic en 2004, il frappe la balle avec un coup droit à une vitesse d'un peu plus de 273,5 km/h. En octobre 2011, ce record est battu par son compatriote Cameron Pilley qui pendant l'US Open, accélère la balle à 281,6 km/h.

## Palmarès
- Championnats du monde :
  - Finaliste : 2002.
- British Open :
  - Finaliste : 2002
- Tournament of Champions :
  - Finaliste : 2004
- Qatar Classic :
  - Finaliste : 2003
- Virginia Pro Championships : 
  - Vainqueur : 2006
- Open de Dayton
  - Vainqueur : 2006
  - Finaliste : 2007
- Motor City Open : 
  - Vainqueur : 2006
  - Finaliste : 2005
- Windy City Open : 
  - Vainqueur : 2005
- Canary Wharf Squash Classic :
  - Vainqueur : 2005
  - Finaliste : 2007
- Open de Suède : 
  - Finaliste : 2003
- PSA Masters :
  - Vainqueur : 2003
- Open des Flandres
  - Vainqueur : 1998, 2001
- Championnats d'Europe :
  - Finaliste : 2004
- Championnats britanniques : 
  - Vainqueur : 2004
  - Finaliste : 2007
- Championnats d’Écosse : 
  - Vainqueur : 2 titres (1998, 2001)